# Gaio Cassio Longino (console 124 a.C.)
Gaio Cassio Longino  (fl. II secolo a.C.) è stato un politico romano del periodo della Repubblica.

## Biografia
Figlio del console omonimo, fu a sua volta eletto console nel 124 a.C. con Gaio Sextio Calvino. Eutropio riporta che Longino e il suo collega (erroneamente chiamato Gaio Domizio Calvino) combatterono contro Bituito, anche se questo è storicamente impossibile .